# Verner Blaudzun
Verner Blaudzun (* 23. März 1946 in Sønderborg) ist ein ehemaliger dänischer Radrennfahrer.
In den 1960er und 1970er Jahren gehörte Verner Blaudzun zu den besten Amateur-Radrennfahrern auf der Straße. Bei den UCI-Straßen-Weltmeisterschaften 1966 wurde er Weltmeister im Mannschaftszeitfahren, gemeinsam mit Per Nørup Hansen, Fleming Wisborg und Ole Højlund. Bei den Weltmeisterschaften im Jahr darauf wurde die dänische Mannschaft mit Blaudzun, Hansen, Leif Mortensen und Henning Petersen Vize-Weltmeister hinter den schwedischen Fåglum-Brüdern. 1968 kam er im Einzelrennen auf den 7. Platz. 1973 gewann er mit der dänischen Auswahlmannschaft den Internationalen Olympia-Preis der DDR im Mannschaftszeitfahren in Cottbus. Mit der Fyen Rundt gewann er 1968 und 1969 eines der traditionsreichsten Radrennen in Dänemark.
Dreimal startete Blaudzun mit der dänischen Nationalmannschaft im Mannschaftszeitfahren bei Olympischen Sommerspielen, bei den Olympischen Spielen 1976 in Montreal errang er gemeinsam mit Gert Frank, Hansen und Jørn Lund die Bronzemedaille im Mannschaftszeitfahren. Im olympischen Straßenrennen schied er aus.
Siebenmal wurde Blaudzun dänischer Meister, im Straßenrennen sowie im Teamzeitfahren der Amateure. 1970 gewann er die Berliner Vier-Etappenfahrt mit einem Etappensieg. 1968 bis 1970 siegte er im Tønsberg Grand Prix in Norwegen und 1978 im Eintagesrennen Tyrifjorden Rundt.
Verner Blaudzun ist der Vater des fünffachen dänischen Meisters in Einzelzeitfahren und Straßenrennen, Michael Blaudzun.